# موسوعة الجزيرة
موسوعة الجزيرة هي موسوعة إخبارية تابعة لشبكة الجزيرة الإعلامية، تختص بالتعريف بالدول والشخصيات والهيئات والأحداث والقضايا والمصطلحات السائدة في مجال الأخبار.

## الأهداف
تهدف موسوعة الجزيرة خدمة القارئ العربي من خلال توفير مصطلحات مهنية باللغة العربية.

## المحتوى
يتوزع محتوى «موسوعة الجزيرة» على محاور عدة تقدم للمتصفح إلماما شاملا بالعالم وما يموج فيه من أحداث عاصفة، وما يشهده من مناطق ساخنة، وما يحكمه من حركات وهيئات فاعلة، ومواثيق ناظمة، ومنظومات صحية واقتصادية وعسكرية، وتقدم خدمة الروابط التشعبية (Hyperlinks) مع شخصيات ومنظمات محلية ودولية أو أحداث نوعية عرفها العالم.

## النشأة
بدأت الموسوعة في 1 يناير /كانون الثاني 2015 التي تعرّف بالدول وأهم الشخصيات والهيئات والأحداث والمصطلحات السائدة في مجال الأخبار السياسية، ووصفت بأول خدمة إعلامية من نوعها وحجمها باللغة العربية.
أُعْلِنْ عن إطلاق المشروع خلال حفل أقيم بمسرح مركز الجزيرة للتدريب والتطوير، في أول أيام عام 2015 بمناسبة الذكرى الـ14 لتأسيس موقع الجزيرة نت، حضره كل من المدير العام لشبكة الجزيرة الإعلامية بالوكالة مصطفى سواق، وأحمد سالم السقطري نائب مدير قناة الجزيرة، ومدير موقع الجزيرة نت محمد مختار الخليل.

## اقسام لموسوعة
تنقسم الموسوعة إلى عدة أقسام وهي: شخصيات، وثائق وأحداث، حركات وأحزاب، دول مدن ومناطق، جيوش وحروب، طب وصحة واقتصاد …الخ، وكل قسم يندرج تحت أقسام فرعية أخرى تساعد الباحث للوصول لبغيته في أسرع وقت.
تحتوي الموسوعة على محرك بحث يمكن من خلاله البحث عن المواضيع المطلوبة بشكل سلس وسريع.
وعلى غرار الموسوعة العالمية ويكيبيديا، تحتوي موسوعة الجزيرة على ارتباطات تشعبية داخل المواضيع، تقود بسهولة من خلال الكلمات المفتاحية لمواضيع أخرى لها علاقة بالموضوع الذي يطلع عليه الباحث.
يتوزع محتوى «موسوعة الجزيرة» على محاور عدة تقدم للمتصفح إلماما شاملا بالعالم وما يموج فيه من أحداث عاصفة، وما يشهده من مناطق ساخنة، ومواثيق ناظمة، ومنظومات صحية واقتصادية وعسكرية. وشخصيات نجحت في الحياة، وأعلاما تركوا أثرا في دنيا الناس، من جميع الأقطار والأديان والمذاهب والتيارات، وفي مجالات مختلفة، مستعرضة -بأسلوب مبسّط ومركز- ملامح شخصياتهم وحصاد حياتهم علما وعملا، وأهم مواهبهم وأدوارهم وأفكارهم.
وتقدم الموسوعة خدمة الروابط التشعبية (Hyperlinks) التي ستمكن القارئ من معرفة العلاقات المختلفة للموضوع الذي تتحدث عنه البطاقة، مع شخصيات ومنظمات محلية ودولية أو أحداث نوعية عرفها العالم. ومحاور معرفية أساسية ومنوعة تعِينه على فهم خلفيات الأحداث وصنّاعها وتطوراتها، مع تحديث مستمر للمعلومات كمّا وكيفا.